# 愛麗絲·鮑曼
愛麗絲·鮑曼（英語：Alice Bowman，1960年—）是前往冥王星的新視野號任務的任務操作經理。她是應用物理實驗室首位擔任此職務的女性，於2002年專為30億英里的太空旅程擔任此職務。

## 早年生活和教育
鮑曼在維吉尼亞州里奇蒙長大。她從小受到雙子星計劃的影響，並在1969年觀賞了阿波羅11號登月。鮑曼在大學主修物理和化學，並取得維吉尼亞大學的學士學位。

## 職業生涯
鮑曼最初在國防工業工作，分析紅外線探測器和開發抗癌藥物。她以工程師身份進入應用物理實驗室，打算從事追蹤來襲彈道飛彈的工作。
她是應用物理實驗室的主要專業人員，也是該大學自己的太空任務操作小組的主管，以及新視野號計畫任務操作中心的任務操作經理（MOM）。有人認為這個頭銜是男性人員傳統上稱之為「運作經理」的頭銜；但鮑曼身為「物理學家、太空指揮官和家長，接受MOM這個更廣泛的稱謂。」。鮑曼領導一個約40人的團隊，並在派遣前親自評估該中心傳送給太空人員的每項資訊。在最終的冥王星相遇日之前10天，這需要超過兩萬個指令。她將所需的精確度比作高爾夫球的一桿進洞。
鮑曼是美國航空航天學會和國際SpaceOps委員會的副院士。

## 榮譽
2000年由馬克·布伊在基特峰國家天文台發現的小行星146040以她的名字命名。2018年7月11日，小行星中心發布了正式命名引文（M.P.C. 110636）。

## 個人生活
她已婚並育有一子，閒暇時會演奏單簧管和低音大提琴，對藍草音樂特別感興趣。